# Oskar von Bezold
Oskar Karl Anton von Bezold (* 20. Dezember 1874 in München; † 5. März 1934 in Sagan) war preußischer Landrat des Landkreises Usingen.

## Ausbildung und Leben
Oskar von Bezold wurde als Sohn des Professors Wilhelm von Bezold (21. Juni 1837 – 17. Februar 1907) und seiner Frau Marie, geborene Hörmann von Hörbach (10. September 1848 – 10. Dezember 1900), geboren. Nach dem Abitur am Gymnasium in Coburg 1877 studierte er in Berlin und Leipzig Staats- und Rechtswissenschaften und schloss das Studium am 16. März 1903 mit dem ersten Staatsexamen ab. Danach arbeitete er als Gerichtsreferendar in Spandau und Potsdam und ab 1905 als Regierungsreferendar in Liegnitz. Nach der Großen Staatsprüfung war er Regierungsassessor im Kreis Wolmirstedt und (nach einer Fortbildung auf dem Gebiet der Nationalökonomie 1910/1911) bei der Regierung Hannover. 1914/1915 war er Vertreter des Landrats des Kreises Nienburg.
Oskar von Bezold war evangelisch und heiratete am 16. Januar 1909 in München Erika Gertrude Therese Anna Karoline, geborene Hörmann von Hörbach (* 17. März 1879 in Brückenau; † nach 1940/41), die Tochter des königlich bayerischen Kammerherren und Oberregierungsrates Ludwig Hörmann von Hörbach.

## Landrat
Am 26. Juni 1915 wurde Oskar von Bezold kommissarischer Landrat des Landkreises Usingen. Die offizielle Ernennung erhielt er zum 6. März 1916. Am 27. Juni 1921 wurde er zum Landrat des Landkreises Sagan ernannt. Dieses Amt hatte er bis 1932 inne und blieb dann bis zu seinem Ruhestand 1933 noch kurzzeitig Landrat des aus der Zusammenlegung der Kreise Sagan und Sprottau entstandenen Landkreises Sprottau.

## Abgeordneter
1917 bis 1918 vertrat er den Landkreis Usingen im Nassauischen Kommunallandtag. Im Kommunallandtag gehörte er dem Rechnungsprüfungsausschuss an.

## Genealogie
- Gothaisches Genealogisches Taschenbuch der Briefadeligen Häuser 1911, 5. Jahrgang, Justus Perthes, Gotha 1910, S. 65.
- Gothaisches Genealogisches Taschenbuch der Adeligen Häuser Teil B (Briefadel) 1940, 32. Jahrgang, Justus Perthes, Gotha 1939, S. 40 ff.
- Christoph Franke, Moritz Graf Strachwitz von Groß Zauche und Camminetz: Genealogisches Handbuch der Adeligen Häuser / B (Briefadel nach 1400 nobilitiert) 2000, Band XXIII, Band 121 der Gesamtreihe GHdA, Hrsg. Deutsches Adelsarchiv, C. A. Starke, Limburg (Lahn) 2000, S. 18–19. ISSN 0435-2408